# Paracoccus tectus
Paracoccus tectus är en insektsart som beskrevs av De Lotto 1964. Paracoccus tectus ingår i släktet Paracoccus och familjen ullsköldlöss.
Artens utbredningsområde är Uganda. Inga underarter finns listade i Catalogue of Life.